# UCI World Tour 2025
De UCI World Tour 2025 is de veertiende editie van deze internationale wielercompetitie die georganiseerd wordt door de UCI. De UCI World Tour bestaat uit 36 wedstrijden en begint op 21 januari met de Tour Down Under. Het seizoen eindigt met de Ronde van Guangxi op 19 oktober.

## Ploegen
Dit seizoen zijn er net als in het voorgaande jaar achttien ploegen die in alle wedstrijden mogen starten. Er zijn twee ploegen die ten opzichte van 2024 een naamsverandering ondergingen.
| Naam 2024                 | Naam 2025          |
| ------------------------- | ------------------ |
| Astana Qazaqstan Team     | XDS Astana Team    |
| Team dsm-firmenich PostNL | Team Picnic PostNL |

| Ploeg                      | Land                         | Renners | Fietsmerk        | UCI-Code | Sinds |
| -------------------------- | ---------------------------- | ------- | ---------------- | -------- | ----- |
| Alpecin-Deceuninck         | België                       | 29      | Canyon           | ADC      | 2023  |
| Arkéa-B&B Hotels           | Frankrijk                    | 27      | Bianchi          | ARK      | 2023  |
| Bahrain-Victorious         | Bahrein                      | 30      | Merida           | TBV      | 2017  |
| Cofidis                    | Frankrijk                    | 30      | LOOK             | COF      | 1997  |
| Decathlon AG2R La Mondiale | Frankrijk                    | 29      | Van Rysel        | DAT      | 2000  |
| EF Education-EasyPost      | Verenigde Staten             | 29      | Cannondale       | EFE      | 2005  |
| Groupama-FDJ               | Frankrijk                    | 27      | Wilier Triestina | GFC      | 1997  |
| INEOS Grenadiers           | Verenigd Koninkrijk          | 27      | Pinarello        | IGD      | 2010  |
| Intermarché-Wanty          | België                       | 28      | CUBE             | IWA      | 2008  |
| Lidl-Trek                  | Verenigde Staten             | 30      | Trek             | LTK      | 2010  |
| Movistar Team              | Spanje                       | 28      | Canyon           | MOV      | 2004  |
| Red Bull-BORA-hansgrohe    | Duitsland                    | 29      | Specialized      | BOH      | 2010  |
| Soudal Quick-Step          | België                       | 30      | Specialized      | SOQ      | 2003  |
| Team Jayco AlUla           | Australië                    | 30      | Giant            | JAY      | 2012  |
| Team Picnic PostNL         | Nederland                    | 28      | Scott            | DFP      | 1998  |
| Team Visma \| Lease a Bike | Nederland                    | 29      | Cervélo          | TVL      | 1996  |
| UAE Team Emirates-XRG      | Verenigde Arabische Emiraten | 29      | Colnago          | UAD      | 1992  |
| XDS Astana Team            | Kazachstan                   | 30      | XDC              | XAT      | 2005  |

## Wedstrijden
De kalender voor de UCI World Tour 2025 werd in juni 2024 aangekondigd met 36 wedstrijden.
De kalender was vergelijkbaar met die van 2024, maar een aantal races na de zomer werden verschoven, mede omdat er geen rekening meer gehouden hoefde te worden met de Olympische Zomerspelen 2024. Er werd één nieuwe wedstrijd toegevoegd, de Copenhagen Sprint in Denemarken. In oktober 2024 werd de uiteindelijke kalender vastgesteld. De volgende wedstrijden maken in 2025 deel uit van de UCI World Tour:
| Datum                     | Koers                                     | Winnaar              | Winnaar                   | Klassementsleider UCI-ranking | Ploegenklassement UCI-ranking |
| ------------------------- | ----------------------------------------- | -------------------- | ------------------------- | ----------------------------- | ----------------------------- |
| 21–26 januari             | Tour Down Under                           | Jhonatan Narváez     | UAE Team Emirates-XRG     | Tadej Pogačar                 | UAE Team Emirates-XRG         |
| 2 februari                | Cadel Evans Great Ocean Road Race         | Mauro Schmid         | Team Jayco AlUla          | Tadej Pogačar                 | UAE Team Emirates-XRG         |
| 17–23 februari            | Ronde van de Verenigde Arabische Emiraten | Tadej Pogačar        | UAE Team Emirates-XRG     | Tadej Pogačar                 | UAE Team Emirates-XRG         |
| 1 maart                   | Omloop Het Nieuwsblad                     | Søren Wærenskjold    | Uno-X Mobility            | Tadej Pogačar                 | UAE Team Emirates-XRG         |
| 8 maart                   | Strade Bianche                            | Tadej Pogačar        | UAE Team Emirates-XRG     | Tadej Pogačar                 | UAE Team Emirates-XRG         |
| 9–16 maart                | Parijs-Nice                               | Matteo Jorgenson     | Team Visma I Lease a Bike | Tadej Pogačar                 | UAE Team Emirates-XRG         |
| 10–16 maart               | Tirreno-Adriatico                         | Juan Ayuso           | UAE Team Emirates-XRG     | Tadej Pogačar                 | UAE Team Emirates-XRG         |
| 22 maart                  | Milaan-San Remo                           | Mathieu van der Poel | Alpecin-Deceuninck        | Tadej Pogačar                 | UAE Team Emirates-XRG         |
| 26 maart                  | Classic Brugge-De Panne                   | Sebastián Molano     | UAE Team Emirates-XRG     | Tadej Pogačar                 | UAE Team Emirates-XRG         |
| 28 maart                  | E3 Saxo Classic                           | Mathieu van der Poel | Alpecin-Deceuninck        | Tadej Pogačar                 | UAE Team Emirates-XRG         |
| 24–30 maart               | Ronde van Catalonië                       | Primož Roglič        | Red Bull-BORA-hansgrohe   | Tadej Pogačar                 | UAE Team Emirates-XRG         |
| 30 maart                  | Gent-Wevelgem                             | Mads Pedersen        | Lidl-Trek                 | Tadej Pogačar                 | UAE Team Emirates-XRG         |
| 2 april                   | Dwars door Vlaanderen                     | Neilson Powless      | EF Education-EasyPost     | Tadej Pogačar                 | UAE Team Emirates-XRG         |
| 6 april                   | Ronde van Vlaanderen                      | Tadej Pogačar        | UAE Team Emirates-XRG     | Tadej Pogačar                 | UAE Team Emirates-XRG         |
| 7–12 april                | Ronde van het Baskenland                  | João Almeida         | UAE Team Emirates-XRG     | Tadej Pogačar                 | UAE Team Emirates-XRG         |
| 13 april                  | Parijs-Roubaix                            | Mathieu van der Poel | Alpecin-Deceuninck        | Tadej Pogačar                 | UAE Team Emirates-XRG         |
| 20 april                  | Amstel Gold Race                          | Mattias Skjelmose    | Lidl-Trek                 | Tadej Pogačar                 | UAE Team Emirates-XRG         |
| 23 april                  | Waalse Pijl                               | Tadej Pogačar        | UAE Team Emirates-XRG     | Tadej Pogačar                 | UAE Team Emirates-XRG         |
| 27 april                  | Luik-Bastenaken-Luik                      | Tadej Pogačar        | UAE Team Emirates-XRG     | Tadej Pogačar                 | UAE Team Emirates-XRG         |
| 1 mei                     | Eschborn-Frankfurt                        | Michael Matthews     | Team Jayco AlUla          | Tadej Pogačar                 | UAE Team Emirates-XRG         |
| 29 april–4 mei            | Ronde van Romandië                        | João Almeida         | UAE Team Emirates-XRG     | Tadej Pogačar                 | UAE Team Emirates-XRG         |
| 9 mei–1 juni              | Ronde van Italië                          | Simon Yates          | Team Visma I Lease a Bike | Tadej Pogačar                 | UAE Team Emirates-XRG         |
| 8–15 juni                 | Critérium du Dauphiné                     | Tadej Pogačar        | UAE Team Emirates-XRG     | Tadej Pogačar                 | UAE Team Emirates-XRG         |
| 15–22 juni                | Ronde van Zwitserland                     | João Almeida         | UAE Team Emirates-XRG     | Tadej Pogačar                 | UAE Team Emirates-XRG         |
| 22 juni                   | Copenhagen Sprint                         | Jordi Meeus          | Red Bull-BORA-hansgrohe   | Tadej Pogačar                 | UAE Team Emirates-XRG         |
| 5-27 juli                 | Ronde van Frankrijk                       | Tadej Pogačar        | UAE Team Emirates-XRG     | Tadej Pogačar                 | UAE Team Emirates-XRG         |
| 2 augustus                | Clásica San Sebastián                     | Giulio Ciccone       | Lidl-Trek                 | Tadej Pogačar                 | UAE Team Emirates-XRG         |
| 4-10 augustus             | Ronde van Polen                           | Brandon McNulty      | UAE Team Emirates-XRG     | Tadej Pogačar                 | UAE Team Emirates-XRG         |
| 17 augustus               | Cyclassics Hamburg                        | Rory Townsend        | Q36.5 Pro Cycling Team    | Tadej Pogačar                 | UAE Team Emirates-XRG         |
| 20–24 augustus            | / Renewi Tour                             |                      |                           |                               |                               |
| 31 augustus               | Bretagne Classic                          |                      |                           |                               |                               |
| 23 augustus– 12 september | Ronde van Spanje                          |                      |                           |                               |                               |
| 12 september              | Grote Prijs van Quebec                    |                      |                           |                               |                               |
| 14 september              | Grote Prijs van Montréal                  |                      |                           |                               |                               |
| 11 oktober                | Ronde van Lombardije                      |                      |                           |                               |                               |
| 14–19 oktober             | Ronde van Guangxi                         |                      |                           |                               |                               |